# Mesoruza
Mesoruza là một chi bướm đêm thuộc họ Noctuidae.